# Liste des boursiers Killam, par ordre alphabétique Y
| Nom         | Année | Université        | Discipline |
| ----------- | ----- | ----------------- | ---------- |
| Robin Yates | 2000  | Université McGill | Histoire   |
| Brian Young | 2004  | Université McGill | Histoire   |